# Felogén

Schéma ukazující vliv zakládání nového felogénu na rozpraskání borky.

Felogén (korkové kambium) je druhotný meristém, který se zakládá pod pokožkou rostlin a způsobuje její tloustnutí. Směrem dovnitř stonku vytváří parenchymatické buňky zelené kůry. Ty obsahují četné chloroplasty a na vnější stranu stonku odděluje buňky korku. Korek může vznikat i na místě poranění rostliny (prasklá hlíza kedlubnu). Takové korkové vrstvy se mohou trhat, proto felogén zastaví svou činnost a v hlubších vrstvách se zakládá felogén nový. Odumřelá vnější pletiva se odlučují jako borka. Protože korkovými pletivy by byl vnitřek rostliny úplně oddělen od vnějšího prostředí a znemožněna výměna plynů, jsou v korkovém pletivu čočinky (lenticely), vyplněné odumřelými buňkami s velkými mezibuněčnými prostorami, umožňujícími výměnu plynů. Lenticely jsou patrné např. na větvičkách černého bezu, břízy aj.